# Ornithomya papillosa
Ornithomya papillosa är en tvåvingeart som beskrevs av Maa 1964. Ornithomya papillosa ingår i släktet Ornithomya och familjen lusflugor.
Artens utbredningsområde är Kongo. Inga underarter finns listade i Catalogue of Life.